# Maja Schmid
Maja Schmid (* 11. September 1967) ist eine ehemalige Schweizer Freestyle-Skierin. Sie startete in allen Disziplinen und hatte ihre Stärken in der Kombination, in der sie 1991 Weltmeisterin wurde. Im Weltcup gewann sie zweimal die Kombinations-Disziplinenwertung und zwölf Einzelwettkämpfe.

## Karriere
Die im Raum Basel aufgewachsene und für den Berner Skiclub aktive Maja Schmid gab am 2. Dezember 1990 in La Plagne ihr Debüt im Freestyle-Skiing-Weltcup. Sie startete von Anfang an in allen Disziplinen und belegte bereits auf der dritten Weltcup-Station in Blackcomb als Zweite ihren ersten Podestplatz. Ihren ersten Sieg feierte sie bei den Weltmeisterschaften in Lake Placid, wo sie als Kombinationssiegerin nur deshalb vor ihrer favorisierten Landsfrau Conny Kissling lag, als letztere den Lauf abgebrochen hatte und dafür eine schlechte Wertung erhielt. Sowohl im Gesamtweltcup als auch in der Kombinationswertung belegte sie in ihrer ersten Saison Rang drei.
In den folgenden Jahren gehörte Schmid vor allem in der Kombination, die nur von sehr wenigen Athleten bestritten wurde, zur Weltspitze. Ihren ersten Weltcupsieg feierte sie im Januar 1992 in Lake Placid. Bei den Demonstrationswettbewerben im Rahmen der Olympischen Spiele von Albertville belegte sie die Ränge sieben und acht in Ballett und Aerials. Ein Jahr später verpasste sie bei den Weltmeisterschaften in Zauchensee als Kombinationsvierte nur knapp eine Medaille. Ebenso Vierte wurde sie bei den Olympischen Spielen in Lillehammer im Aerials. 1993/94 und 1994/95 gewann sie jeweils die Disziplinenwertung in der Kombination, im Januar 1995 gelang ihr als Aerials-Dritte in Breckenridge ihr einziger Podestplatz in einer Einzeldisziplin. Bei ihren letzten Weltmeisterschaften in La Clusaz im 1995 wurde sie in der Kombination zweite hinter Kristean Porter. Einige Jahre nach dem Karriere-Ende betätigte sie sich noch an Show-Vorführungen.

## Erfolge

### Olympische Spiele
- Albertville 1992: 7. Ballett, 8. Aerials (Demonstrationswettbewerbe)
- Lillehammer 1994: 4. Aerials

### Weltmeisterschaften
- Lake Placid 1991: 1. Kombination, 10. Ballett, 12. Aerials, 19. Moguls
- Altenmarkt-Zauchensee 1993: 4. Kombination, 16. Aerials, 18. Moguls, 22. Ballett
- La Clusaz 1995: 2. Kombination, 9. Ballett, 20. Moguls, 23. Aerials

### Weltcupwertungen
| Saison  | Gesamt | Gesamt | Aerials | Aerials | Moguls | Moguls | Ballett | Ballett | Kombination | Kombination |
| Saison  | Platz  | Punkte | Platz   | Punkte  | Platz  | Punkte | Platz   | Punkte  | Platz       | Punkte      |
| ------- | ------ | ------ | ------- | ------- | ------ | ------ | ------- | ------- | ----------- | ----------- |
| 1990/91 | 3.     | 13     | 19.     | 17      | –      | –      | 9.      | 46      | 3.          | 50          |
| 1991/92 | 2.     | 15     | 14.     | 26      | –      | –      | 8.      | 41      | 2.          | 55          |
| 1992/93 | 2.     | 153    | 15.     | 344     | 22.    | 264    | 8.      | 528     | 2.          | 584         |
| 1993/94 | 4.     | 136    | 9.      | 512     | 35.    | 80     | 11.     | 492     | 1.          | 684         |
| 1994/95 | 2.     | 157    | 11.     | 532     | 25.    | 192    | 13.     | 444     | 1.          | 592         |

### Weltcupsiege
Schmid errang im Weltcup 44 Podestplätze, davon 12 Siege:
| Datum             | Ort          | Land        | Disziplin   |
| ----------------- | ------------ | ----------- | ----------- |
| 25. Januar 1992   | Lake Placid  | USA         | Kombination |
| 8. März 1992      | Madarao      | Japan       | Kombination |
| 12. Dezember 1992 | Tignes       | Frankreich  | Kombination |
| 23. Januar 1993   | Lake Placid  | USA         | Kombination |
| 26. Februar 1993  | La Plagne    | Frankreich  | Kombination |
| 22. Januar 1994   | Lake Placid  | USA         | Kombination |
| 4. Februar 1994   | La Clusaz    | Frankreich  | Kombination |
| 5. März 1994      | Altenmarkt 1 | Österreich  | Kombination |
| 8. Januar 1995    | Blackcomb    | Kanada      | Kombination |
| 15. Januar 1995   | Breckenridge | USA         | Kombination |
| 4. Februar 1995   | Oberjoch     | Deutschland | Kombination |
| 10. März 1995     | Hundfjället  | Schweden    | Kombination |

### Weitere Erfolge
- 2 Siege in FIS-Wettkämpfen